# Sportovní hala STARS Třinec
Sportovní hala STARS Třinec je sportovní hala v Třinci. Hala má kapacitu 900 diváků. Na své domácí zápasy ji využívá florbalový klub FBC Třinec a další kluby v okolí. Na domácí utkání ji používal futsalový klub SKP Ocel Třinec, který ovšem během pandemie covidu-19 ukončil svou činnost. Konají se zde také různé firemní akce a plesy.

## Popis
Hala má kapacitu 900 diváků, z toho 429 k sezení, a také bufet. Hala také disponuje 10 šatnami a dalším zázemím. Hala splňuje parametry českého florbalu pro Superligu florbalu a Extraligu žen.
V letech 2013/2014 dostala hala díky rozsáhlé rekonstrukci zcela novou podobu, již nevyhovující zázemí bylo zmodernizováno, aby splňovalo dnešní nároky.

## STARS Třinec
Hala spadá do sportovního komplexu pod záštitou organizace STARS Třinec (celým jménem: Správa tělovýchovných a rekreačních služeb města Třinec). Kromě haly se v komplexu nachází také vzpěračský sál, gymnastická tělocvična, zápasnický sál, bazén, sauny, posilovny, tělocvičny na thajský box. Středisko prošlo mezi lety 2013 a 2014 rekonstrukcí, která stála 180 milionů Kč.
Organizace také pečuje o Městský stadion Třinec, Stadion Rudolfa Labaje, hřiště s umělou trávou, Stadion na Borku a lesopark.

## Fotogalerie

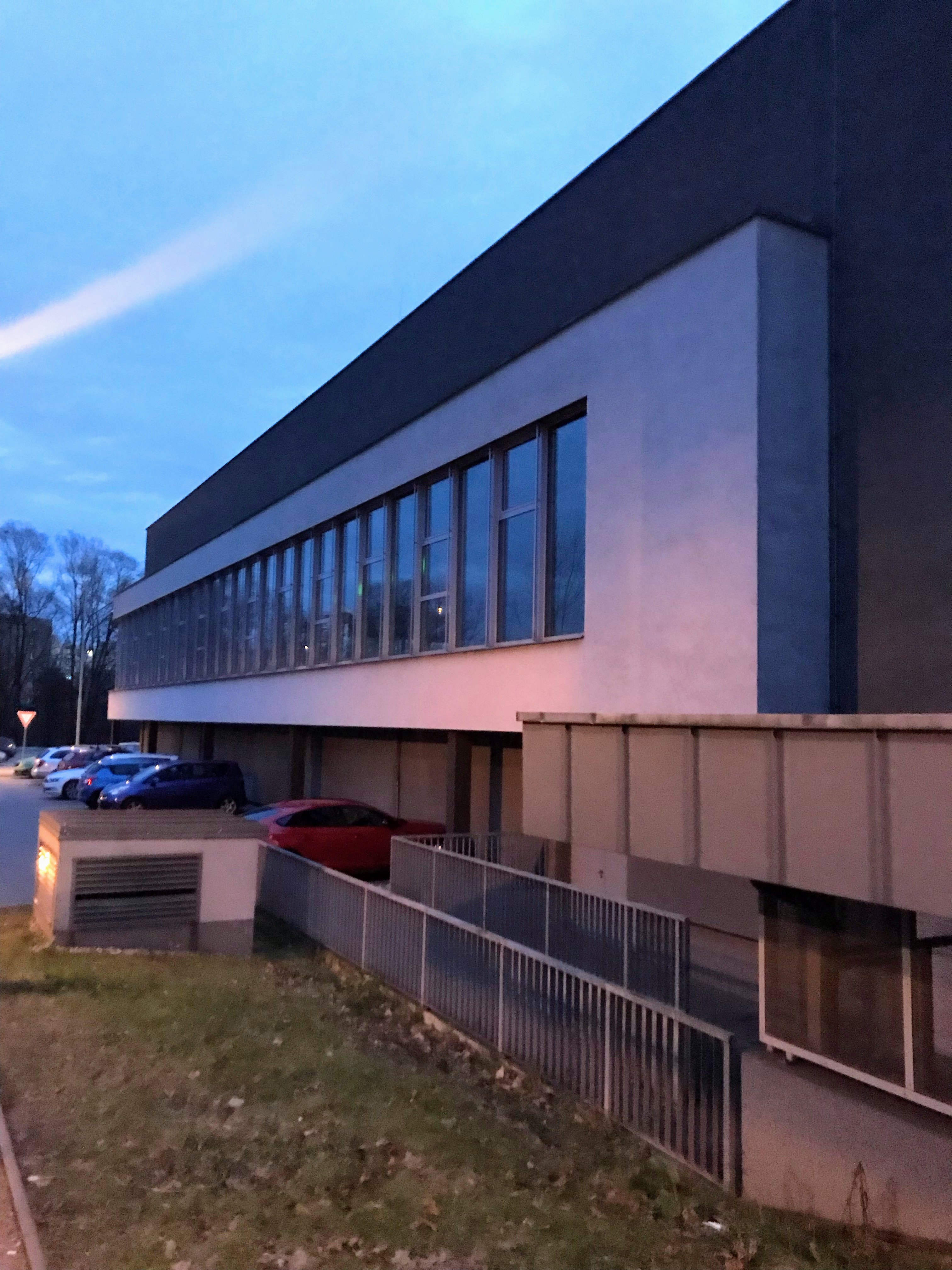
Pohled na halu STARS z parkoviště
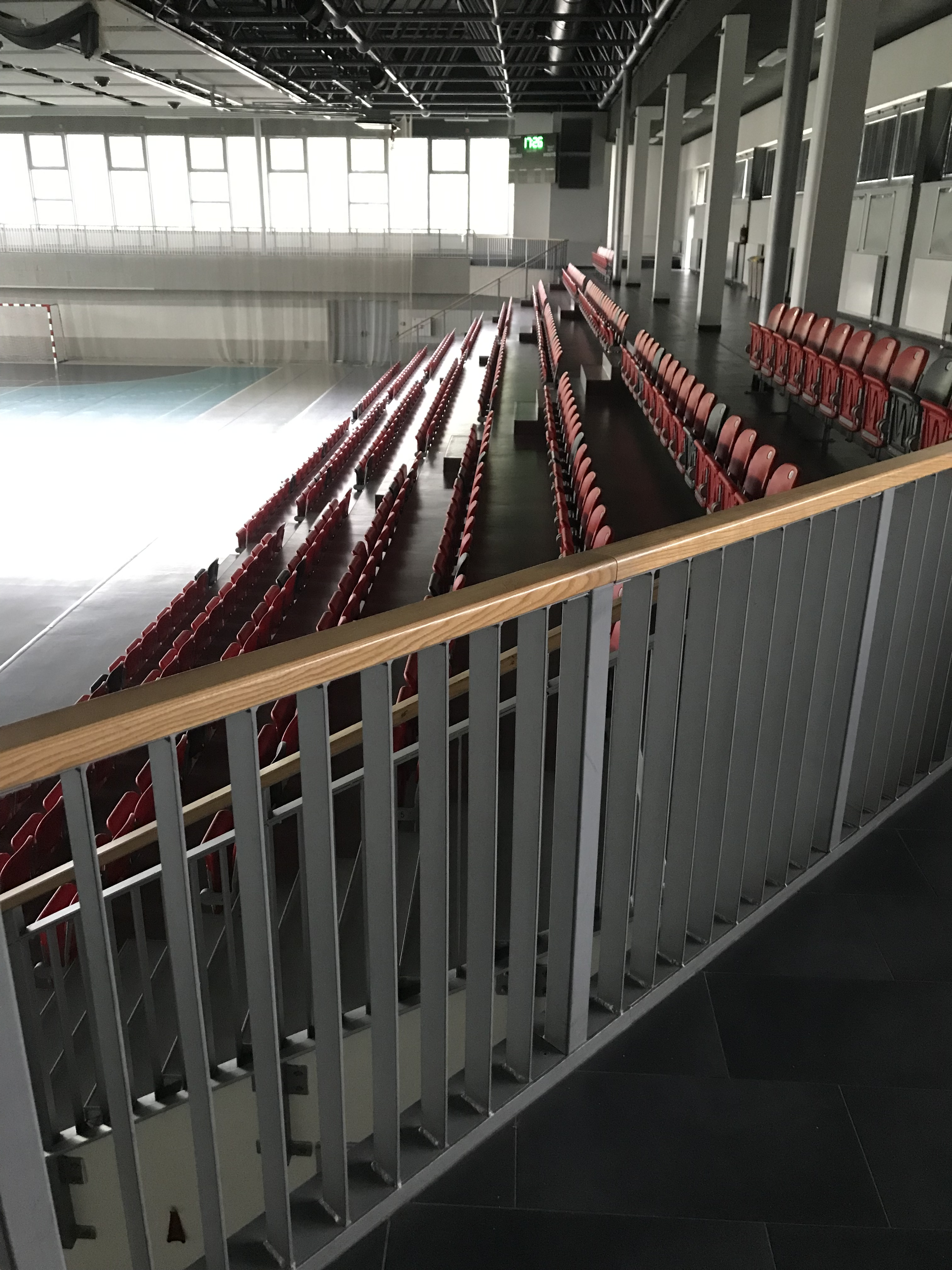
Interiér haly STARS
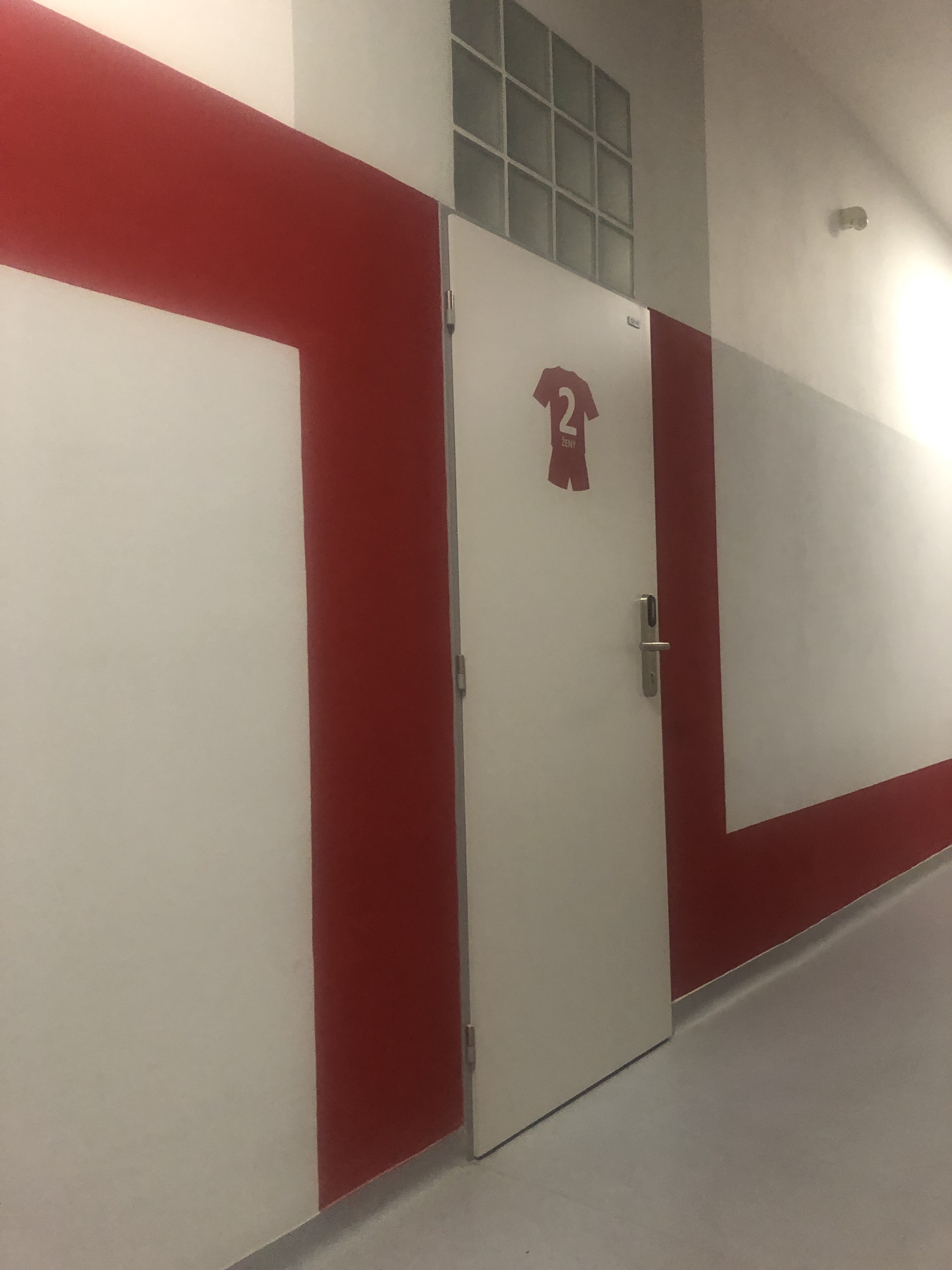
Šatna ve Sportovní hale STaRS Třinec
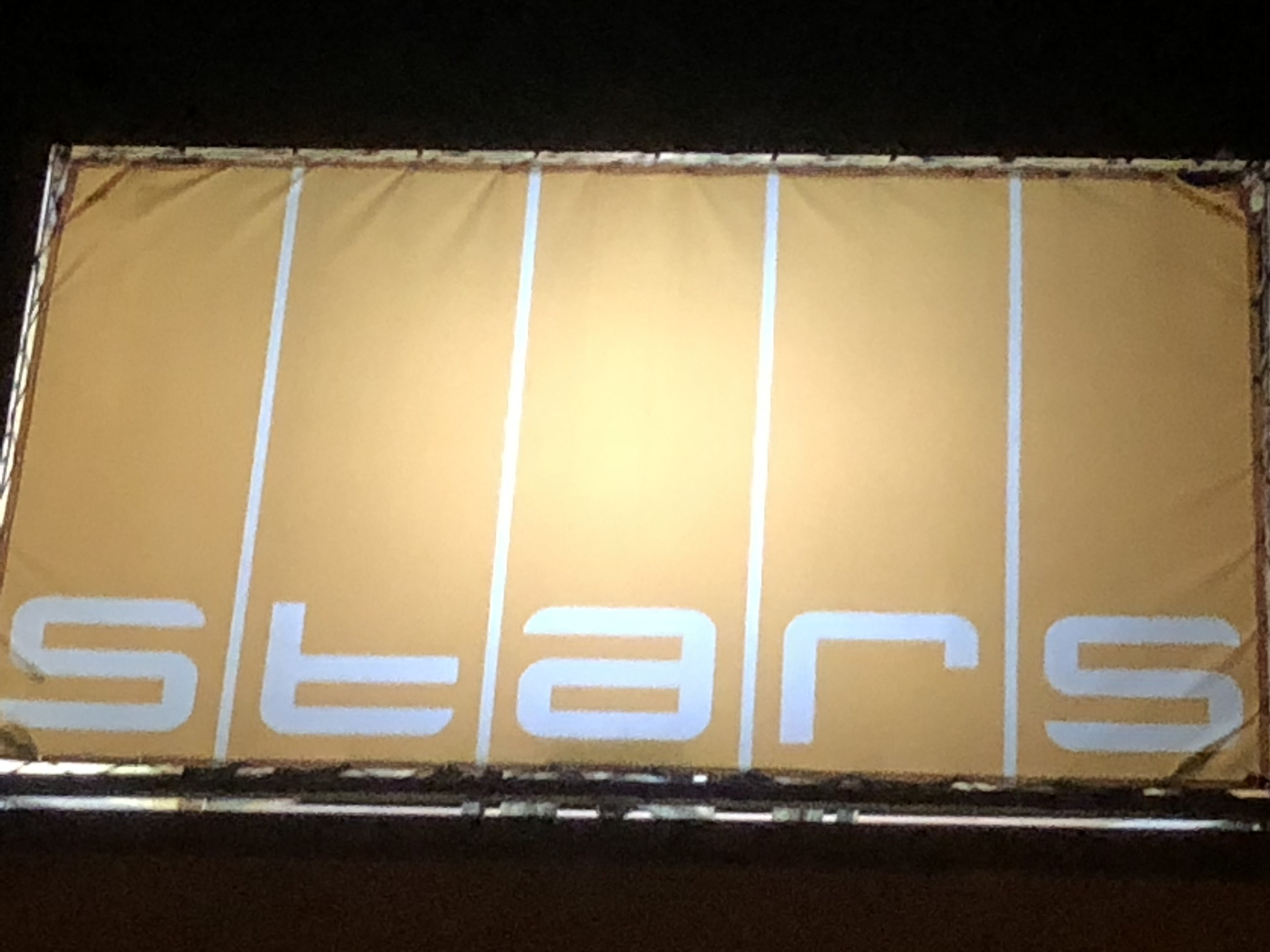
Logo organizace STaRS Třinec

## Kluby
V hale působí florbalový klub FBC Třinec, jehož ženský tým hraje Extraligu žen.

## Události
V hale se konalo Mistrovství České republiky ve sportovní gymnastice 2019. Dalšími významnými událostmi, které se konaly v hale, byly dva turnaje největší organizace v Muaythai na území Česka a Slovenska Professional Muaythai League 5 a 8.